# Erdbeer-Zwergbuntbarsch
Der Erdbeer-Zwergbuntbarsch (Apistogramma eremnopyge) ist eine kleine Buntbarschart, die im Einzugsgebiet des Rio Pintuyacu, einem Nebenfluss des Rio Itaya in der Nähe von Iquitos im peruanischen Amazonasgebiet vorkommt. 

## Merkmale
Apistogramma eremnopyge ist mäßig hochrückig, die Körperhöhe und die Kopflänge liegen bei einem Drittel der Standardlänge. Wie alle Zwergbuntbarsche hat die Art einen deutlichen Sexualdimorphismus. Männchen haben einen hellbraunen Rücken, einen irisierenden Längsstreifen und die untere Hälfte der Körperseiten und der Bauch sind weißlich. Die Schuppen an den Körperseiten haben schwarze, in einigen Schuppenreihen auch rote Ränder. Kiemendeckel und Wangen sind abwechselnd mit irisierenden und roten Flecken und Linien gemustert. Die Rückenflossenbasis ist kastanienbraun, die Rückenflosse ist bläulich, die verlängerten Membranen der Rückenflosse sind orange. Die oberen und unteren Flossenstrahlen der Schwanzflosse der Männchen sind verlängert. Auf dem Schwanzstiel von Männchen und Weibchen befindet sich ein schwarzer Fleck. Die Afterflosse der Weibchen ist abgerundet, die der Männchen ist zugespitzt. Die Brust der Männchen ist vollständig beschuppt, bei den Weibchen nur der vordere Abschnitt.
- Flossenformel: Dorsale XVI/7, Anale III/6–7.
- Schuppenformel: SL 13–15/6–8

## Systematik
Die Art wurde 2014 durch den schwedischen Ichthyologen Sven O. Kullander und einem Kollegen wissenschaftlich beschrieben. Das Artepithetum eremnopyge verweist auf den dunklen Schwanzwurzelfleck (ερεµνοζ (eremnos) = schwarz + πυγη (pyge) = Hinterteil).